# Fliedner Krankenhaus Ratingen
Das Fliedner Krankenhaus Ratingen ist ein psychiatrisches Fachkrankenhaus in  Ratingen-Lintorf, Nordrhein-Westfalen. Träger ist die Theodor Fliedner Stiftung.
Die Klinik besteht seit 1973. 2018 wurde die Station 6 umfassend modernisiert. Das Haus verfügt über 160 Betten und 15 teilstationäre Plätze. Es ist Lehreinrichtung der Ruhr-Universität Bochum.